# جوناثان فيليب ويلكينز
جوناثان فيليب ويلكينز (بالإنجليزية: Jonathan Phillip Wilkins)‏ هو مهندس الصوت ومنتج أسطوانات وملحن أمريكي، ولد في 6 ديسمبر 1968.

## وصلات خارجية
- جوناثان فيليب ويلكينز على موقع ميوزك برينز (الإنجليزية)
- جوناثان فيليب ويلكينز على موقع أول ميوزيك (الإنجليزية)
- جوناثان فيليب ويلكينز على موقع ديسكوغز (الإنجليزية)